# Openbaar vervoer in IJmuiden
Het openbaar vervoer in de Nederlandse kustplaats IJmuiden bestaat tegenwoordig uit verschillende streekbussen van Connexxion en een pontveer van het GVB. Voorheen had IJmuiden ook een spoorweg en later een bootverbinding met Amsterdam.

## Trein
Tot 1983 had IJmuiden een treinverbinding over de IJmondlijn. Deze lijn kende vier stations in IJmuiden. Naast het hoofdstation stopten de treinen op IJmuiden Julianakade, IJmuiden Casembrootstraat en Velsen-IJmuiden Oost om via station Driehuis naar Haarlem te rijden.

## Veerboot
De rederij DFDS onderhoudt een dagelijkse veerdienst naar Newcastle, Engeland.

## Fast Ferry
De Fast Flying Ferry was een, aanvankelijk snelle maar later langzamere, bootverbinding van Connexxion tussen Velsen/IJmuiden en Amsterdam Centraal. De boot die  voer van 27 april 1998 tot en met 31 december 2013 ging 2x per uur en in de zomer was er een speciale bus die toeristen vanaf het Pontplein naar IJmuiden aan Zee bracht. 

## Pont
- Velserpont

## Bussen
IJmuiden telt vijf buslijnen waarvan twee van R-net en een nachtlijn. Alle lijnen worden geëxploiteerd door Connexxion en vallen onder de concessie Haarlem/IJmond. Hieronder staat een overzicht van de buslijnen met de belangrijkste haltes:
| Lijn | Soort     | Route | Bijzonderheden                                   |
| ---- | --------- | --- | ------------------------------------------------ |
| 3    | Stadsbus  | Haarlem - IJmuiden (Plein 1945 - Velserduinweg - Rotonde Stadspark)                                               |                                                  |
| 74   | Streekbus | Heemskerk - Beverwijk - IJmuiden (Pont Velsen - Plein 1945 - Velserduinweg - Oranjestraat - Dennekoplaan)         |                                                  |
| 382  | R-net     | Amsterdam - IJmuiden (Pont Velsen - Plein 1945 - Zeewijk - Dennekoplaan - IJmuiden aan Zee)                       |                                                  |
| 385  | R-net     | Haarlem - IJmuiden (Plein 1945 - Zeewijk - Dennekoplaan)                                                          |                                                  |
| N30  | Nachtbus  | Amsterdam-Zuidoost - Amstelveen - Schiphol - Hoofddorp - Haarlem - IJmuiden (Plein 1945 - Zeewijk - Dennekoplaan) | Hoort ook bij de concessie Amstelland-Meerlanden |